# Мураяма, Кайта
Кайта Мураяма (яп. 村山 槐多 Мураяма Кайта, 15 сентября 1896 года — 20 февраля 1919 года) — японский художник, писатель
, поэт

## Жизнь и творчество
Кайта Мураяма поступает в 1914 году в Японскую Академию искусств (Нихон Бидзюцуин). Дважды, в 1915 и в 1917 годах выигрывал на художественных конкурсах Академии первые призы. В своём творчестве ориентировался на западную манеру живописи. Создавал, в первую очередь, акварели и картины маслом. Кроме этого написал несколько сборников стихотворений и рассказов. Авангардист. Среди прочего, предлагал превратить священный синтоистский храм в центре старой столицы Японии Киото в зал, предназначенный для выставок произведений модернистского искусства.
Кайта Мураяма скончался в возрасте 22 лет от туберкулёза.